# Jamais vu
Jamais vu (Frans: "nooit gezien") is het verschijnsel dat een waarnemer iets (een bepaalde situatie of omgeving, een woord, persoon enz.) dat hem eigenlijk bekend zou moeten voorkomen als volkomen vreemd ervaart. In grote lijnen is dit verschijnsel het tegenovergestelde van déjà vu, en daarnaast vertoont het veel overeenkomsten met presque vu.

## Kenmerken
Het verschijnsel houdt vaak verband met andere hersenaandoeningen, zoals epilepsie en geheugenverlies, en manifesteert zich vaak in de vorm van een aura als gevolg van een epileptisch insult in een of beide temporale kwabben (zie ook temporalekwabepilepsie).

## Onderzoek
Déjà vu werd aan het begin van de 20e eeuw voor het eerst als apart verschijnsel waargenomen. Uit experimenten van neuropsycholoog Chris Moulin aan de Universiteit van Leeds is gebleken dat een jamais vu-ervaring kan worden opgewekt doordat men bij herhaling gedurende lange tijd naar hetzelfde kijkt, waardoor een soort van vermoeidheid ("satiatie") van de hersenen optreedt. Een vergelijkbaar verschijnsel is het steeds herhalen van hetzelfde woord hetgeen leidt tot het verliezen van betekenis van dat woord.